# Ex-Lady
Ex-Lady (conocida como Amor libre en México y Dulces cadenas en Argentina) es una película estadounidense de la época pre-code (1933), tipo comedia dramática, dirigida por Robert Florey. El guion de David Boehm es una nueva versión de la película Ilícito / Lo ilícito (Illicit, 1931) de Barbara Stanwyck; ambos guiones están basados en una historia (en realidad una obra de teatro) de Edith Fitzgerald y Robert Riskin.
Está protagonizada por Bette Davis y Gene Raymond. La película trata de una pareja, la ilustradora comercial Helen Bauer (Bette Davis) y el escritor publicitario Don Peterson (Gene Raymond), que han estado viviendo juntos felizmente (en apartamentos separados) durante un tiempo, y cómo todo se complica cuando deciden casarse. 

## Argumento
Helen Bauer es una artista gráfica de Nueva York glamorosa, exitosa, testaruda y totalmente liberada con ideas modernas sobre el amor. Mantiene una relación con Don Peterson, pero no está dispuesta a sacrificar su independencia contrayendo matrimonio. Los dos acuerdan casarse solo para apaciguar al padre inmigrante convencional de Helen, Adolphe (Alphonse Ethier), que proveniente del Viejo Mundo no está nada satisfecho con la situación. Forman una sociedad comercial, pero los problemas financieros de su agencia de publicidad ponen a prueba el matrimonio y Don comienza a salir con Peggy Smith (Kay Strozzi), una de sus clientes casadas. Convencida de que el matrimonio ha deteriorado su relación, Helen sugiere que vivan separados pero que sigan siendo amantes. Cuando Don descubre que Helen está saliendo con un rival de su misma profesión, el playboy Nick Malvyn (Monroe Owsley), regresa con Peggy; aunque en realidad su corazón pertenece a su esposa. Ambos reconocen que su amor ayudará a que su matrimonio sobreviva los problemas, se reconcilian y ponen en orden su felicidad doméstica.
La trama es inusual para la época en el sentido de que Helen no es denigrada por sus creencias sobre el matrimonio y Don no es representado como un canalla. Además, aunque están viviendo juntos como solteros, a ninguno le preocupa la posibilidad de tener hijos, y ciertos diálogos podrían sugieren que están usando métodos anticonceptivos.

## Reparto
- Bette Davis como Helen Bauer
- Gene Raymond como Don Peterson
- Kay Strozzi como Peggy Smith
- Monroe Owsley como Nick Malvyn
- Ferdinand Gottschalk como Herbert Smith
- Alphonse Ethier como Adolphe Bauer
- Frank McHugh como Hugo Van Hugh
- Claire Dodd como Iris Van Hugh
- Bodil Rosing como Sr. Bauer
- George Beranger como el pianista (no acreditado)
- Armand Kaliz como el hombre que corteja a Iris (no acreditado)
- William H. O'Brien como mayordomo (no acreditado)
- Gay Seabrook como Señorita Seymour, secretaria de Don (no acreditada)
- Billy West como mendigo (no acreditado)
- Renee Whitney como invitada a la fiesta (no acreditada)
- Ynez como la bailarina cubana del club (no acreditada)

## Producción
Esta película de Warner Bros. es un remake de Ilícito / Lo ilícito (Illicit, 1931), protagonizada por Barbara Stanwyck, estrenada dos años antes.
Después del estreno, el productor Darryl F. Zanuck dejó Warners para crear su propia compañía, Twentieth Century Pictures, que más adelante se fusionó con Fox para formar 20th Century Fox.
El prólogo de la primera versión cinematográfica de ¿Qué fue de / pasó con Baby Jane? (What Ever Happened to Baby Jane?, 1962) incluye una escena de Ex-Lady. como ejemplo del trabajo cinematográfico de la joven artista Jane Hudson (Bette Davis) y su fracaso para lograr el éxito en la pantalla como adulta debido a su falta de talento.

## Crítica

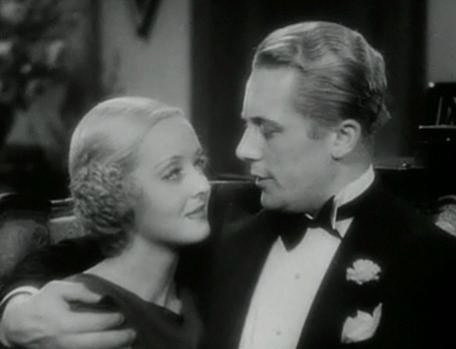
Davis y Raymond in una escena de Ex-Lady.

En el The New York Times, una reseña contemporánea de 1933 describió la película como «una descripción honestamente escrita y sinceramente recreada de los problemas domésticos que agobian a dos personas enamoradas».
Por el contrario, una revisión más reciente en TV Guide la calificó como un «soso y pequeño melodrama notable principalmente por ser la primera película que muestra el nombre de Bette Davis sobre el título».

## Taquilla
Según Warner Bros., la película ganó 228 000 dólares en Estados Unidos y 55 000 dólares en el extranjero.

## Legado
En su autobiografía de 1962, Davis expresó su desdén por la película calificándola de ‘basura’. También afirmó que la película «se suponía que era provocativa pero provocaba náuseas a cualquier persona sensible».
En la película, Davis representaba una chica glamorosa de Hollywood, cosa que la molestaba porque «no era su estilo ir derrochando glamur». Aún más indignada estaba por la campaña de marketing de la película que “falsamente la representaba semidesnuda” en los carteles de la película, declarando que su vergüenza solamente era superada por su furia. Odiaba tanto esta película y esta parte de su carrera que admitió que “conscientemente evitó con buen gusto” todos los recuerdos de esta película.
A pesar de la aversión de Davis por esta película, reconoció que le parecía mucho peor Los gángsters del aire (Parachute Jumper, 1933).